# كاثرين ماكدونالد
كاثرين ماكدونالد (بالإنجليزية: Katherine MacDonald)‏ هي منتجة وممثلة أمريكية، ولدت في 14 ديسمبر 1881 ببيتسبرغ في الولايات المتحدة، وتوفيت في 4 يونيو 1956 بسانتا باربارا في الولايات المتحدة. بدأت مشوارها المهني سنة 1918.

## وصلات خارجية
- كاثرين ماكدونالد على موقع IMDb (الإنجليزية)
- كاثرين ماكدونالد على موقع أول موفي (الإنجليزية)
- كاثرين ماكدونالد على موقع قاعدة بيانات الفيلم (الإنجليزية)
- كاثرين ماكدونالد على موقع كينوبويسك (الروسية)